# Dorymyrmex bituber
Dorymyrmex bituber es una especie de hormiga del género Dorymyrmex, subfamilia Dolichoderinae. Fue descrita científicamente por Santschi en 1916.
Se distribuye por Argentina y Paraguay. Se ha encontrado a elevaciones de hasta 173 metros. Se ha registrado en zonas urbanas.